# Subprefectura de Mooca
La subprefectura de Mooca es una de las 32 subprefecturas de la ciudad de São Paulo, siendo regida por la Ley Nº 13,999 del 1 de agosto del 2002.
Está conformada por seis distritos: Mooca, Água Rasa, Belém, Brás, Pari y Tatuapé que sumados representan un área de 35.2 kilómetros cuadrados y una población de 305,436 habitantes. 

## Historia
El poblamiento de la zona comenzó en 1556 cuando llegaron los sacerdotes. Al principio, el entorno era rural y servía de paso hacia el litoral para bandeirantes y jesuitas. El paisaje se transformó junto con los movimientos de inmigración, hasta que en 1870, el ferrocarril y la industria comenzaron a ganar fuerza en la región. Dos décadas más tarde, Mooca, junto con los distritos vecinos (Bixiga, Bom Retiro y Brás) se convirtió en un distrito totalmente industrial, donde las viviendas eran sólo las de los empleados que trabajaban allí. Por allí pasaron industrias como Cervejaria Bavária y Companhia Antarctica.                                                                   
Debido a estos aspectos, Mooca se convirtió en el distrito más poblado del municipio de São Paulo en aquella época. Los inmigrantes italianos constituían la mayoría de la población. Además de la inmigración y del sesgo ferroviario e industrial, en 1875 la región ganó una opción de ocio. Rafael Paes de Barros, que poseía muchas tierras en la zona, abrió el Clube Paulista de Corrida de Cavalo (actual Jockey Club de São Paulo). El local era frecuentado por los nombres más nobles de la escena cafetera que apostaban mucho dinero. Más tarde, para dar servicio a toda la gente que acudía al Club, se creó la línea de tranvía Mooca-Centro. 

#### Fechas importantes[5]
- 1556: Construcción del puente sobre el río Tamanduateí e inicio del poblamiento.
- 1870: Comienzo del movimiento migratorio e instalación de fábricas. El período duró 20 años.
- 1876: Fundación del Club Paulista de Carreras de Caballos.
- 1877: Inauguración del tranvía Mooca-Centro.
- 1914: Inauguración de la parroquia más tradicional del distrito: la Parroquia de San Gennaro.
- 1925: Fundación del Juventus Athletic Club, que sigue siendo uno de los monumentos más famosos del distrito.
- 1952: Inauguración del Teatro Arthur Azevedo.
- 1980: La Avenida Paes de Barros, una de las más famosas de la región, es la primera del municipio en tener un carril exclusivo para autobuses.